# Christian Petersen (Ingenieur)
Christian Petersen (* 26. Oktober 1931 in Garding) ist ein deutscher Ingenieur und emeritierter Professor der Universität der Bundeswehr München.

## Leben
Christian Petersen wuchs auf der Halbinsel Eiderstedt auf. Von 1952 bis 1957 studierte er Bauingenieurwesen an der Technischen Hochschule München und wurde dort 1966 promoviert (Beitrag zur praktischen Berechnung zylindrischer Tonnenschalen mit veränderlichem Krümmungshalbmesser). Er habilitierte 1971 und wurde 1976 zum C-4-Professor an die Universität der Bundeswehr München berufen.
Christian Petersen lebt seit den 1960er Jahren in Ottobrunn und hat zwei erwachsene Töchter.
In seinem Ruhestand widmet sich Petersen weiterhin vielen Themengebieten, wie letztlich zum Beispiel dem der Naturwissenschaften. Die von ihm verfasste und 2017 veröffentlichte Buchreihe „Naturwissenschaften im Fokus“ befasst sich sowohl mit den Grundlagen Mathematik, Physik, Chemie und Biologie als auch mit Mechanik, Astronomie und Kosmologie. Die Reihe gebe dem Leser auf anspruchsvollem Niveau eine Einführung in die Naturwissenschaften, so der Buchrücken. Der fünfte und letzte Band birgt Fragen der Biologie im Kontext mit Evolution und Religion und stellt philosophische Fragen, wie etwa die der Theodizee aus heutiger Sicht.

## Wirken
Petersens Arbeitsgebiete sind die Baustatik, der Stahlbau und die Baudynamik. Hierzu publizierte er drei Monografien, die eine brillante enzyklopädische Zusammenfassung und technikwissenschaftliche Grundlegung dieser drei Wissensgebiete darstellen. Sein wissenschaftliches Werk wurde 1998 mit einer Ehrenpromotion durch die Technische Universität Braunschweig sowie 2000 mit der Auszeichnung des Deutschen Stahlbaus gewürdigt. Im Jahr 2013 wurde eine vollständig überarbeitete und aktualisierte Version seines Standardwerkes über Stahlbau in der vierten Auflage veröffentlicht.

## Schriften
- Abgespannte Maste und Schornsteine : Statik und Dynamik, Ernst und Sohn 1970
- Aerodynamische und seismische Einflüsse auf die Schwingungen insbesondere schlanker Bauwerke, Fortschrittsberichte der VDI Zeitschriften 1971
- Statik und Stabilität der Baukonstruktionen. Vieweg Verlagsgesellschaft, 1980
- Stahlbau. Vieweg Verlagsgesellschaft, 1988, 4. Auflage, Springer-Vieweg 2013
- Dynamik der Baukonstruktionen. Vieweg Verlagsgesellschaft, 1996, 2. Auflage mit Horst Werkle, Springer-Vieweg 2017
- Naturwissenschaften im Fokus, Band 1 bis 5, Springer 2017